# Alexandre Cosnard
Alexandre Cosnard (* 1802 in Falaise, Département Calvados; † um 1880 in Paris) war ein französischer Schriftsteller und Verwaltungsbeamter.
Cosnard kam schon früh nach Paris. Dort studierte er auch und bekam anschließend eine Anstellung in der städtischen Verwaltung. Den Höhepunkt seiner Karriere erlebte Cosnard dort mit der Ernennung zum Ressortleiter.
Befreundet war er u. a. mit Antony und Émile Deschamps, mit denen er die Begeisterung für die moderne Literatur teilte. Unterstützt von Charles-Augustin Sainte-Beuve machte er auch die Bekanntschaft anderer Parnassiens und später lud ihn der Verleger Alphonse Lemerre auch ein, an der später berühmt gewordenen Anthologie Le Parnasse contemporain mitzuarbeiten.
Als 1842 seine Ehefrau zusammen mit den beiden Kindern starb, thematisierte Cosnard seinen Schmerz und seine Trauer im melancholischen Gedicht-Zyklus „Tumulus“.

## Werke
- Posthuma. 1870
- Le sultan Adab et les bossu. 1863
- Le sultan bossu. Féerie. 1863
- Tumulus. Poésies. 1843